# Schwarzrock (Roman)
Schwarzrock (Originaltitel: Black Robe) ist ein Roman von Brian Moore aus dem Jahre 1985. Die bislang einzige deutschsprachige Übersetzung stammt von Otto Bayer und wurde erstmals 1987 im Diogenes Verlag, Zürich, veröffentlicht. 1991 wurde der Roman unter dem Titel Black Robe – Am Fluß der Irokesen von Bruce Beresford verfilmt.

## Handlung
Eine Zahl in runden Klammern verweist auf die Seite in der Quelle.

Der Roman handelt im Todesjahr des französischen Paters Fernand Jérôme (* 1591; † 1635).

Pater Paul Laforgue aus Rouen, in der Normandie durch die Schule der Jesuiten gegangen, hat sich in Québec bereits zwei Jahre mit der Sprache und den Sitten ostkanadischer Indianerstämme beschäftigt, als seine Stunde der Bewährung schlägt: Champlain, Gründer der Kolonie Neufrankreich, hat Kunde, dass Pater Jérôme – in der Jesuitenmission Ihonatiria am Ufer des Nipissing-Sees bei den Wyandot – ernsthaft erkrankt ist. Ihm muss geholfen werden. Unter den Wyandot grassiert ein tödliches Fieber. Das Reiseziel Ihonatiria ist weit. Der Weg führt den Sankt-Lorenz-Strom hinauf bis zum Ottawa, über den Ottawa in den Mattawa River und in den Nipissing-See. Champlain gewinnt die Algonkin-Häuptlinge Neehatin und Chomina als Begleiter des Paters Laforgue. Die Algonkin sind Champlain verpflichtet. Kämpfte Champlain, von den Algonkin Häuptling Agnonha (79) genannt, doch vor Jahren an ihrer Seite gegen ihre Todfeinde, die Irokesen und tötete Irokesenärsche (69). Die Flussreise führt durch Irokesengebiet. Die beiden Häuptlinge, mit sechs Musketen beschenkt, versprechen Champlain, den todesmutigen Pater bis hinter die großen Stromschnellen zu geleiten. Landeskundige Franzosen in Québec verstehen partout nicht, wie Champlain den Pater auf die gefahrvolle Reise schicken kann. Aber Laforgue, von den Algonkin Nicanis genannt, will Märtyrer (46) werden und paddelt mit den Algonkin flussaufwärts. Er wird von dem jungen Franzosen Daniel Davost begleitet. Daniel, von den Algonkin Inwanchu genannt, verliebt sich unterwegs in Annuka, die Tochter des Häuptlings Chomina. Laforgue beobachtet, erst zufällig, dann absichtlich, den Geschlechtsverkehr des Liebespaares und will den Landsmann auf den rechten Weg zurückbringen. Das misslingt. Als die Algonkin bereits vor den großen Stromschnellen den beiden Franzosen den Rücken kehren, verlässt Daniel den Pater und schließt sich den Algonkin an.

Häuptling Chomina fürchtet den Zorn des Häuptlings Agnonha, wenn dieser von dem Wortbruch erfährt. Er paddelt gemeinsam mit seiner Familie und Daniel dem in der Wildnis allein gelassenen Pater nach. Laforgue muss mit ansehen, wie Daniel und die Häuptlingsfamilie von Irokesen hinterrücks überfallen und brutal geschlagen werden. Laforgue stellt sich den Irokesen. Chominas Frau – bei dem Überfall von einem Pfeil in den Hals getroffen – stirbt. Sämtliche erwachsene Gefangenen werden von den Irokesen gefoltert. Laforgue wird ein Zeigefingerglied abgeschnitten. Der kleine Sohn Chominas fällt den kannibalischen Kriegern zum Opfer. Den Gefangenen gelingt die Flucht vor den Irokesen. Chomina bringt Laforgue bis hinter die großen Stromschnellen und erliegt seinen Verwundungen. Annuka will ihren Stammesangehörigen in die nahen winterlichen Jagdgründe folgen, lässt sich aber von Daniel zur Weiterfahrt mit Pater Laforgue überreden.

In der Jesuitenmission Ihonatiria erwartet Pater Jérôme inzwischen den Tod. Seinem Mitbruder René Duval wurde von einem Wyandot-Krieger der Schädel mit der Axt gespalten. Denn die Wyandot glauben, die Franzosen seien an dem grassierenden tödlichen Fieber schuld. Pater Jérôme, von den Wyandot Andehoua genannt, hatte zwei Schlaganfälle und kann den Mitbruder nicht beerdigen.

Bei Pater Laforgues Ankunft in Ihonatiria sind die Wyandot in zwei Parteien gespalten. Die eine will den sofortigen Tod der Franzosen, weil diese – wie gesagt – an dem Fieber Schuld hätten. Die andere will sich zum Christentum bekehren lassen und hofft somit auf Erlösung von dem Übel. Die Wyandot beschließen den Tod der Fremdlinge. Als den Franzosen das Todesurteil mitgeteilt werden soll, rettet ihnen unverhofft eine Sonnenfinsternis das Leben. Die Überzahl der Wyandot ist von dem Gott der Christen beeindruckt und will sich nun doch taufen lassen. Trotzdem stirbt Pater Jérôme zuvor den Märtyrertod. Auch ihm wird von einem Wyandot-Krieger der Schädel gespalten. Pater Laforgue, unerschrocken, doch inzwischen zweifelnd an seiner Mission, tauft die Heiden.

## Heiden
Die Algonkin glauben an die Manitu, die ihnen im Traum erscheint und deren Winken sie unbedingt folgen. Der Traum ist ein Element indianischen Glaubens. Die Algonkin sprechen mit dem Wald und mit dem Fluss. Sie ehren die Gebeine der Tiere, die sie jagen: Biber, Hirsch, Elch, Bär. Ihre Verachtung gilt den Normannen (99), ihrer Besitzgier, ihrer „Dummheit“, die sich in der Missachtung o. g. Repräsentanten der Natur ausdrückt. Manche Indianer sehen klar in ihre Zukunft. Wenn sie von dieser Besitzgier übermannt werden, wenn sie sich zum Christentum bekehren lassen, werden sie den Normannen unterliegen.

Die Indianer zu Anfang des 17. Jahrhunderts sind kühne Krieger und sogar noch Kannibalen. Gefangene müssen gequält und Feinde vernichtet werden. Christliche Tugend ist ihnen völlig fremd. Wenn ein Krieger gemartert wird, verbirgt er seinen Schmerz. Gefühle werden höchstens nahen Verwandten, z. B. dem leiblichen Bruder, gezeigt.

## Hintergrundinformationen
Der irische Autor nutzte seinen Aufenthalt in Kanada zu umfangreichen Recherchen, benutzte historische Untersuchungen wie Francis Parkmans The Jesuits in North America und arbeitete mit Ethnologen zusammen. Historischer Hintergrund ist die Mission von Jesuiten unter den Irokesen und Huronen, bei der unter anderem der heiliggesprochene Jean de Brébeuf 1649 das Martyrium erlitt. Der Autor schildert das Leben der Missionare wie der Indianer sachlich präzise und füllt es dank seiner Kreativität mit Leben. Die FAZ-Rezension lobt: „Das Sympathische an Moores Roman ist, dass er keine Seite veredelt oder verteufelt, ihn beschäftigt vielmehr das absolute Nichtverstehen zwischen Indianern und Europäern. Er erzählt knapp und konzentriert, jedes Detail ist wichtig.“

## Ausgaben
- Brian Moore: Schwarzrock. Roman (Originaltitel: Black Robe). Deutsch von Otto Bayer. Diogenes, Zürich 1989, 264 S., ISBN 3-257-21755-2

## Quelle
- Brian Moore: Schwarzrock. Black Robe. Roman. Diogenes, Zürich 1987, 265 Seiten, ISBN 3-257-21755-2